# Prix littéraires 2014
Liste des prix littéraires décernés au cours de l'année 2014 :

## Prix internationaux
- Prix Nobel de littérature : Patrick Modiano (France)[1]
- Prix européen de littérature : Jon Fosse (Norvège)
- Prix de littérature francophone Jean Arp : non attribué
- Prix des cinq continents de la francophonie : Kamel Daoud (Algérie) pour Meursault, contre-enquête
- Prix SACD de la dramaturgie francophone : Pedro Kadivar pour Pays Iran/Allemagne
- Grand prix de littérature du Conseil nordique : Kjell Westö (Finlande) pour Mirage 1938
- Grand prix littéraire d'Afrique noire : Eugène Ébodé (Cameroun) pour Souveraine magnifique.
- Prix littéraire international de Dublin : Juan Gabriel Vásquez (Colombie) pour El ruido de las cosas al caer (Le Bruit des choses qui tombent)
- Prix Senghor du premier roman francophone et francophile : Georgia Makhlouf (Liban) pour Les Absents
- Prix Carbet de la Caraïbe et du Tout-Monde :  Fabienne Kanor (France) pour Faire l'aventure
- Neustadt International Prize for Literature : Mia Couto (Mozambique)

## Allemagne
- Prix Georg-Büchner : Jürgen Becker
- Prix Friedrich Hölderlin (Bad Homburg) : Peter Stamm

## Belgique
- Prix Victor-Rossel : Hedwige Jeanmart pour Blanès
- Prix Première : Antoine Wauters pour Nos mères

## Canada
- Grand prix du livre de Montréal: Michael Delisle pour Le feu de mon père
- Prix Athanase-David : Jean Royer
- Prix littéraires du Gouverneur général 2014 :
  - Catégorie « Romans et nouvelles de langue anglaise » : Thomas King pour The Back of the Turtle (La Femme tombée du ciel)
  - Catégorie « Romans et nouvelles de langue française » : Andrée A. Michaud pour Bondrée
  - Catégorie « Poésie de langue anglaise » : Arleen Paré pour Lake of Two Mountains
  - Catégorie « Poésie de langue française » : José Acquelin pour Anarchie de la lumière
  - Catégorie « Théâtre de langue anglaise » : Jordan Tannahill pour Age of Minority: Three Solo Plays
  - Catégorie « Théâtre de langue française » : Carole Fréchette pour Small Talk
  - Catégorie « Études et essais de langue anglaise » : Michael Harris pour The End of Absence: Reclaiming What We’ve Lost in a World of Constant Connection
  - Catégorie « Études et essais de langue française » : Gabriel Nadeau-Dubois pour Tenir tête
- Prix Giller : Sean Michaels pour Us Conductors
- Prix littéraire France-Québec : Catherine Leroux pour Le Mur mitoyen
- Prix littéraire Québec-France Marie-Claire-Blais : Ce qu'il advint du sauvage blanc de François Garde
- Prix Robert-Cliche : Martin Clavet pour Ma Belle Blessure

## Chili
- Prix national de Littérature : Antonio Skármeta (1940-)

## Corée du Sud
- Prix Gongcho : Ko Un pour 무제 시편 11
- Prix Jeong Ji-yong : Na Tae-joo pour 꽃·2
- Prix de littérature contemporaine (Hyundae Munhak) :
  - Catégorie « Poésie » : He Oyeon pour 북회귀선에서 온 소포
  - Catégorie « Roman » : Hwang Jeong-eun pour 양의 미래
  - Catégorie « Critique » : Sin Hyeong-cheol pour 2000년대 시의 유산과 그 상속자들
- Prix Manhae : Han Kang pour Le Garçon arrive
- Prix Park Kyung-ni : Bernhard Schlink
- Prix Yi Sang : Pyun Hye-young pour 몬순

## Danemark
- Prix Hans Christian Andersen : Uehashi Nahoko

## Espagne
- Prix Cervantes : Juan Goytisolo
- Prix Prince des Asturies de littérature : John Banville
- Prix Nadal : Carmen Amoraga, pour La vida era eso
- Prix Planeta : Jorge Zepeda Patterson, pour Milena o el fémur más bello del mundo
- Prix national des Lettres espagnoles : Emilio Lledó
- Prix national de Narration : Rafael Chirbes, pour En la orilla
- Prix national de Poésie : Antonio Hernández Ramírez (es), pour Nueva York antes de muerto
- Prix national de Poésie Jeune : Carlos Loreiro, pour Los poemas de Marcelo Aguafuerte. Crónicas para El buey Apis
- Prix national d'Essai : Adela Cortina (es), pour ¿Para qué sirve realmente la ética?
- Prix national de Littérature dramatique : Manuel Calzada Pérez, pour El Diccionario
- Prix national de Littérature infantile et juvénile : Diego Arboleda (es), pour Prohibido leer a Lewis Carroll
- Prix Adonáis de Poésie : Constantino Molina Monteagudo, pour Las ramas del azar (et comme accessits : José Antonio Pérez-Robleda, pour Mitología intima ; Milton Santiago, pour A otro perro con este hueso)
- Prix Anagrama : Sergio González Rodríguez, pour Campo de guerra
- Prix Loewe : Óscar Hahn, pour Los espejos comunicantes
- Prix de la nouvelle courte Casino Mieres : Juan Manuel Sainz Peña, pour El caso de Anne Brizard
- Prix d'honneur des lettres catalanes : Raimon
- Prix national de littérature de la Generalitat de Catalogne : Vicenç Pagès Jordà
- Journée des lettres galiciennes : Xosé Filgueira Valverde
- Prix de la critique Serra d'Or :
  - Josep Maria Fonalleras (ca), pour Climent, roman.
  - Carles Camps Mundó (ca), pour L'oració total, recueil de poésie.
  - Mercè Ibarz, pour Vine com estàs, narration.
  - Antònia Tayadella, pour Sobre literatura del segle XIX, essai.
  - Dolors Udina, pour la traduction de La senyora Dalloway, de Virginia Woolf.

## États-Unis
- National Book Award :
  - Catégorie « Fiction » : Phil Klay pour Redeployment (Fin de mission)
  - Catégorie « Essais» : Evan Osnos pour  Age of Ambition: Chasing Fortune, Truth, and Faith in the New China
  - Catégorie « Poésie » : Louise Glück pour Faithful and Virtuous Night
- Prix Hugo :
  - Prix Hugo du meilleur roman : La Justice de l'ancillaire (Ancillary Justice) par Ann Leckie
  - Prix Hugo du meilleur roman court : Équoïde (Equoid) par Charles Stross
  - Prix Hugo de la meilleure nouvelle longue : La Lady Astronaute de Mars (The Lady Astronaut of Mars) par Mary Robinette Kowal
  - Prix Hugo de la meilleure nouvelle courte : The Water That Falls on You from Nowhere par John Chu (en)
- Prix Locus :
  - Prix Locus du meilleur roman de science-fiction : La Porte d'Abaddon (Abaddon's Gate) par James S. A. Corey
  - Prix Locus du meilleur roman de fantasy : L'Océan au bout du chemin (The Ocean at the End of the Lane) par Neil Gaiman
  - Prix Locus du meilleur roman pour jeunes adultes : La Fille qui survola Féérie et coupa la Lune en deux (The Girl Who Soared Over Fairyland and Cut the Moon in Two) par Catherynne M. Valente
  - Prix Locus du meilleur premier roman : La Justice de l'ancillaire (Ancillary Justice) par Ann Leckie
  - Prix Locus du meilleur roman court : Six-Gun Snow White par Catherynne M. Valente
  - Prix Locus de la meilleure nouvelle longue : La Belle et le Fuseau (The Sleeper and the Spindle) par Neil Gaiman
  - Prix Locus de la meilleure nouvelle courte : The Road of Needles par Caitlín R. Kiernan
  - Prix Locus du meilleur recueil de nouvelles : Les Veilleurs (The Best of Connie Willis) par Connie Willis
- Prix Nebula :
  - Prix Nebula du meilleur roman : Annihilation (Annihilation) par Jeff VanderMeer
  - Prix Nebula du meilleur roman court : Yesterday’s Kin par Nancy Kress
  - Prix Nebula de la meilleure nouvelle longue : A Guide to the Fruits of Hawai’i par Alaya Dawn Johnson
  - Prix Nebula de la meilleure nouvelle courte : Jackalope Wives par Ursula Vernon
- Prix Pulitzer :
  - Catégorie « Fiction » : Donna Tartt pour The Goldfinch (Le Chardonneret)
  - Catégorie « Biographie et Autobiographie » : Megan Marshall pour Margaret Fuller: A New American Life
  - Catégorie « Essai » : Dan Fagin pour Toms River: A Story of Science and Salvation
  - Catégorie « Histoire » : Alan Taylor pour The Internal Enemy: Slavery and War in Virginia, 1772-1832
  - Catégorie « Poésie » : Vijay Seshadri pour 3 Sections
  - Catégorie « Théâtre » : Annie Baker pour The Flick

## France
- Prix Femina : Bain de lune de Yanick Lahens
  - Prix Femina étranger : Ce qui reste de nos vies de Zeruya Shalev
  - Prix Femina essai : Et dans l'éternité je ne m'ennuierai pas de Paul Veyne
- Prix Goncourt : Pas pleurer de Lydie Salvayre
  - Prix Goncourt du premier roman : Arden de Frédéric Verger
  - Prix Goncourt des lycéens : Charlotte de David Foenkinos
  - Prix Goncourt de la nouvelle : Vie de monsieur de Nicolas Cavaillès
  - Prix Goncourt de la poésie : William Cliff
  - Prix Goncourt de la biographie : Notre Chanel de Jean Lebrun
  - Liste Goncourt : le choix polonais : Charlotte de David Foenkinos
- Prix Interallié : Karpathia de Mathias Menegoz
- Prix des libraires : Kinderzimmer de Valentine Goby
- Prix du Livre Inter : Faillir être flingué de Céline Minard
- Prix Médicis : Terminus radieux d'Antoine Volodine
  - Prix Médicis étranger : Lola Bensky de Lily Brett
  - Prix Médicis essai : Manifeste incertain, tome 3 de Frédéric Pajak
- Prix Renaudot : Charlotte de David Foenkinos
  - Prix Renaudot essai : De chez nous de Christian Authier
- Grand prix du roman de l'Académie française : Constellation d'Adrien Bosc
- Prix Alexandre-Vialatte : Éric Chevillard pour l’ensemble de son œuvre
- Prix Décembre : Sigmund Freud en son temps et dans le nôtre d'Élisabeth Roudinesco
- Prix des Deux Magots : La Route du salut d'Étienne de Montety
- Prix Fénéon : non décerné
- Prix de Flore : L'Aménagement du territoire d'Aurélien Bellanger
- Grand prix de la francophonie : Fouad Laroui et Georges Banu
- Prix mondial Cino Del Duca : Andreï Makine
- Prix France Culture-Télérama (Prix du roman des étudiants France Culture-Télérama) : Réparer les vivants de Maylis de Kerangal
- Prix de la BnF : Mona Ozouf pour l'ensemble de son œuvre
- Grand prix Palatine du roman historique : Bison de Patrick Grainville
- Prix Boccace : Le Grand Labeur de Jean-Pierre Cannet
- Prix Hugues-Capet :
- Prix Jean-Monnet de littérature européenne du département de la Charente : Le Tort du soldat d'Erri De Luca (Italie) - traduit de l'italien par Danièle Valin (Gallimard)
- Grand prix Jean-Giono : Les Tribulations du dernier Sijilmassi de Fouad Laroui
- Prix du Quai des Orfèvres : Le Sang de la trahison d'Hervé Jourdain
- Prix du roman Fnac : Le Complexe d'Eden Bellwether de Benjamin Wood
- Prix du roman populiste : Photos volées de Dominique Fabre
- Prix littéraire du Monde : Le Royaume d'Emmanuel Carrère
- Grand prix des lectrices de Elle :
  - Grand Prix du roman : Esprit d'hiver de Laura Kasischke
  - Grand Prix du polar : Yeruldelgger de Ian Manook
  - Grand Prix du document : Tout s'est bien passé d'Emmanuèle Bernheim
- Grand Prix Roman de l'été Femme Actuelle :
  - Roman de l'été :
  - Polar de l'été :
  - Prix du Jury :
- Grand prix de l'Imaginaire :
  - Grand prix de l'Imaginaire « Roman francophone » : Anamnèse de Lady Star de L. L. Kloetzer
  - Grand prix de l'Imaginaire « Roman étranger» : L'Homme qui savait la langue des serpents de Andrus Kivirähk
  - Grand prix de l'Imaginaire « Nouvelle francophone » : Sept secondes pour devenir un aigle de Thomas Day
  - Grand prix de l'Imaginaire « Nouvelle étrangère » : Complications de Nina Allan
  - Grand prix de l'Imaginaire « Roman jeunesse francophone » : La Malédiction de Boucle d'or (Animale - 1) de Victor Dixen
  - Grand prix de l'Imaginaire « Roman jeunesse étranger » : Une Planète dans la tête de Sally Gardner
- Prix Merlin :
  - Prix Merlin de la nouvelle : Le Monstre de Shaerten d'Olivier Peru
  - Prix Merlin du roman : Le Donjon de Naheulbeuk : À l'aventure, compagnons de John Lang
- Prix de la SGDL:
  - Grand Prix de Poésie de la SGDL : Quatre-vingts entames en nu de Robert Nedelec
  - Prix André-Dubreuil du premier roman : La malédiction du bandit moustachu d'Irina Teodorescu
- Prix Rosny aîné « Roman » : Ayerdhal pour Rainbow Warriors et L. L. Kloetzer pour Anamnèse de Lady Star (ex æquo)
- Prix Rosny aîné « Nouvelle » : Le Réveil des hommes blancs de Christian Léourier
- Prix ADELF :
  - Prix Europe : La Malédiction du bandit moustachu d'Irina Teodorescu
- Prix Maurice-Genevoix : Le Collier rouge de Jean-Christophe Rufin
- Prix de l'Académie française Maurice-Genevoix :
- Prix Russophonie : Françoise Lhoest pour sa traduction des Lettres de Solovki de Pavel Florensky (Éditions L'Âge d'Homme)  (ISBN 978-2-8251-4156-4)
- Prix Octave-Mirbeau :
- Prix René-Fallet : La Silencieuse d'Ariane Schréder
- Grand prix de la ville d'Angoulême : Bill Watterson
- Fauve d'or : prix du meilleur album : Come prima d'Alfred
- Prix Marguerite-Duras : Homère est morte d'Hélène Cixous
- Prix littéraire des Grandes Écoles : Fanny Taillandier, pour Les Confessions du monstre
- Prix du premier roman : Vera de Jean-Pierre Orban
- Prix Wepler : Le Soleil de Jean-Hubert Gailliot
- Prix Sévigné : Franz Liszt – Richard Wagner : Correspondance de Georges Liébert
- Prix Orange du Livre :  Maylis de Kerangal pour Réparer les vivants

## Italie
- Prix Strega : Francesco Piccolo, Il desiderio di essere come tutti (Einaudi)
  - Prix Strega européen : Marcos Giralt Torrente (es) (Espagne) pour Il tempo della vita (Elliot)
- Prix Bagutta : (ex-aequo) Maurizio Cucchi, Malaspina (Mondadori) et Valerio Magrelli, Geologia di un padre (Einaudi)
- Prix Bancarella : Michela Marzano, Tout ce que je sais de l’amour
- Prix Campiello : Giorgio Fontana, Morte di un uomo felice
- Prix Flaiano : 
  - Fiction : Sebastiano Vassalli pour Terre selvagge
  - Poésie : ?
- Prix Malaparte : Donna Tartt
- Prix Napoli : Francesco Tullio Altan, Guido Barbujani, Fabrizio Gifuni, Patrizia Valduga
- Prix Raymond-Chandler : Jeffery Deaver
- Prix Scerbanenco : Gianrico Carofiglio pour Una mutevole verità (Einaudi)
- Prix Stresa : Acquanera de Valentina D'Urbano
- Prix Viareggio :
  - Roman, Francesco Pecoraro, La vita in tempo di pace (Ponte alle Grazie)
  - Essai, Luciano Mecacci (it), La Ghirlanda fiorentina (Adelphi)
  - Poésie, Alessandro Fo (it), Mancanze (Einaudi)
  - Première œuvre :

## Japon
- Prix Akutagawa : Hiroko Oyamada, pour Ana

## Monaco
- Prix Prince-Pierre-de-Monaco : Éric Neuhoff

## Royaume-Uni
- Prix Booker : Richard Flanagan pour The Narrow Road to the Deep North (La Route étroite vers le Nord lointain)
- Prix James Tait Black :
  - Fiction : Zia Haider Rahman pour In the Light of What We Know
  - Biographie : Rochard Benson pour The Valley: A Hundred Years in the Life of a Family
  - Théâtre : Gordon Dahlquist pour Tomorrow Come Today
- Baileys Women's Prize for Fiction : Eimear McBride pour A Girl Is a Half-formed Thing (Une fille est une chose à demi)

## Russie
- Prix Bolchaïa Kniga : Zakhar Prilepine pour Obitel (Обитель), traduit en français par Joëlle Dublanchet aux Éditions Actes Sud sous le titre L'Archipel des Solovki -  (ISBN 978-2-33008-188-1)
- Prix Booker russe : Vladimir Charov, pour le roman Retour en Égypte.
- Prix Andreï-Biély : Alexeï Tsvetkov

## Suisse
- Prix Michel-Dentan : Philippe Rahmy pour Béton armé. Shanghai au corps à corps
- Prix Jan-Michalski de littérature : Serhiy Jadan (Ukraine) pour La Route du Donbass (Éditions noir sur blanc)
- Prix du roman des Romands : Max Lobe pour 39 rue de Berne
- Prix Schiller : Laurent Cennamo pour Pierres que la mer a consumées
- Prix Ahmadou-Kourouma : Mutt-Lon pour Ceux qui sortent dans la nuit (éditions Grasset)